# Francisco Ayala
Pour les articles homonymes, voir Ayala.
Œuvres principales
Recuerdos y olvidos, 2. El exilio
Francisco Ayala, né le 16 mars 1906 à Grenade et mort le 3 novembre 2009 à Madrid, est un écrivain, juriste, professeur de littérature, sociologue et essayiste espagnol de la Génération de 27.
Son travail littéraire commence à être remarqué avec ses récits en prose d'Avant-garde comme El Boxeador y un ángel (1929) et Cazador en el alba (1930). Après s'être exilé à cause de la guerre civile espagnole, il franchit une nouvelle étape en Argentine avec son recueil de récits Los Usurpadores (1949), dont le thème est le pouvoir dans l'Histoire ; Muertes de perro (1958) et El Fondo del vaso (1962) aborderont par la suite le thème de la dictature. El Jardin de las delicias (1971), de type plus autobiographique, voit culminer son style lyrique.
Francisco Ayala fut élu membre de l'Académie Royale Espagnole en 1983 et reçoit le Prix national des Lettres espagnoles en 1988.

## Biographie
Francisco Ayala a étudié à Madrid puis à Berlin, avant de commencer une carrière universitaire. Ami du Président de la République Manuel Azaña, il doit s'exiler après l'avènement du Franquisme, en Argentine, puis à Porto Rico et aux États-Unis. Il ne reviendra en Espagne qu'à partir de 1960.
Au cours de sa très longue carrière, Francisco Ayala a écrit de nombreux essais (dont l'Histoire de la liberté en 1943), des romans et des livres de mémoires.

## Distinctions
Il obtient en 1984 le premier prix national des Lettres espagnoles, en 1997 la médaille d'or du Círculo de Bellas Artes, puis le prix Cervantes qui distingue les meilleurs écrivains de langue espagnole, en 1991.
- Grand-croix de l'ordre d'Isabelle la Catholique

## Œuvre

### Romans
- Tragicomedia de un hombre sin espíritu (1925)
- Historia de un amanecer (1926)
- El boxeador y un ángel (1929)
- Cazador en el alba (1930)
- El hechizado (1944)
- Los usurpadores (1949)
- La cabeza del cordero (1949)
- Historia de macacos (1955)
- Muertes de perro (1958)
- El fondo del vaso (1962)
- El As de Bastos (1963)
- Mis mejores páginas (1965)
- El rapto (1965)
- Cuentos (1966)
- Obras narrativas completas Glorioso triunfo del príncipe Arjuna (1969)
- Lloraste en el Generalife
- El jardín de las delicias (1971)
- El hechizado y otros cuentos (1972)
- De triunfos y penas (1982)
- El jardín de las malicias (1988)
- Relatos granadinos (1990)
- Recuerdos y olvidos 1 (1982) (mémoires)
- Recuerdos y olvidos 2 (1983) (mémoires)
- El regreso (1992)
- De mis pasos en la tierra (1996)
- Dulces recuerdos (1998)
- Un caballero granadino y otros relatos (1999)
- Cuentos imaginarios (1999)
- Mariana Ortiz Jiménez es la Ley y Nadie Lo Niega (1999)

### Essais
- El derecho social en la Constitución de la República española (1932)
- El pensamiento vivo de Saavedra Fajardo (1941)
- El problema del liberalismo (1941)
- El problema del liberalismo (1942) Edición ampliada
- Historia de la libertad (1943)
- Los políticos (1944)
- Histrionismo y representación (1944)
- Una doble experiencia política: España e Italia (1944)
- Ensayo sobre la libertad (1945)
- Jovellanos (1945)
- Ensayo sobre el catolicismo, el liberalismo y el socialismo (1949) de Donoso Cortés, avec une étude préliminaire d'Ayala
- La invención del Quijote (1950)
- Tratado de sociología (1947)
- Ensayos de sociología política (1951)
- Introducción a las ciencias sociales (1952)
- Derechos de la persona individual para una sociedad de masas (1953)
- Breve teoría de la traducción (1956)
- El escritor en la sociedad de masas (1956)
- La crisis actual de la enseñanza (1958)
- La integración social en América (1958)
- Tecnología y libertad (1959)
- Experiencia e invención (1960)
- Razón del mundo (1962)
- De este mundo y el otro (1963)
- Realidad y ensueño (1963)
- La evasión de los intelectuales (1963)
- Problemas de la traducción (1965)
- España a la fecha (1965)
- El curioso impertinente, de Miguel de Cervantes (1967) édition et prologue
- El cine, arte y espectáculo (1969)
- Reflexiones sobre la estructura narrativa (1970)
- El Lazarillo: reexaminado Nuevo examen de algunos aspectos (1971)
- Los ensayos Teoría y crítica literaria (1972)
- Confrontaciones (1972)
- Hoy ya es ayer (1972)
- La literatura del Casticismo (1973)
- Cervantes y Quevedo (1974)
- La novela: Galdós y Unamuno (1974)
- El escritor y su imagen (1975)
- El escritor y el cine (1975)
- Galdós en su tiempo (1978)
- El tiempo y yo El jardín de las delicias (1978)
- Palabras y letras (1983)
- La estructura narrativa y otras experiencias literarias (1984)
- La retórica del periodismo y otras retóricas (1985)
- La imagen de España (1986)
- Mi cuarto a espaldas (1988)
- Las plumas del Fénix Estudios de literatura española (1989)
- El escritor en su siglo (1990)
- Contra el poder y otros ensayos (1992)
- El tiempo y yo, o el mundo a la espalda (1992)
- En qué mundo vivimos (1996)
- Miradas sobre el presente: ensayos y sociología, 1940-1990 (2006)

### Articles de presse
- El mundo y yo (1985)
- Francisco Ayala en La Nación de Buenos Aires (2012)

### Traductions
- Arnold Zweig, Lorenzo y Ana (1930)
- Carl Schmitt, Teoría de la constitución (1934) Traduction et prologue
- Ernst Manheim, La opinión pública (1936)
- Karl Mannheim, El hombre y la sociedad en la época de crisis (1936)
- Thomas Mann, Lotte in Weimar (1941)
- Emmanuel-Joseph Sieyès, ¿Qué es el tercer estado? (1942)
- Benjamin Constant, Mélanges de la Littérature et de Politique (1943)
- Rainer Maria Rilke, Die Aufzeichnungen von Malte Laurids Brigge (1944)
- Hans Freyer, La sociología - Ciencia de la realidad (1944) Buena traducción y prólogo
- Manuel Antônio de Almeida, Memorias de un sargento de milicias (1946)
- Maximilian Beck, Psicología: Esencia y realidad del alma (1947) Trad. conjointe avec Otto Langfelder
- A Confort, The novel and our time (1949)
- Alberto Moravia, La romana (1950)
- Thomas Mann, Las cabezas trocadas (1970)